# 桃園市碧瑤慈善文教協會
桃園市碧瑤慈善文教協會於2012年7月29日成立，以推廣全人文教、培養專業志工及整合社會公益資源為願景。近年來，積極與社區發展協會、獨立書店、育幼院等地方，分別舉辦免費道家養生氣功教學、青少年讀書會及小朋友說故事等公益活動，期傳播愛與關懷。

## 外部連結
- 社群網站粉絲團 （页面存档备份，存于）